# Christopher Street
 (juin 2021).
Le contenu est difficilement compréhensible vu les erreurs de traduction, qui sont peut-être dues à l'utilisation d'un logiciel de traduction automatique.
Christopher Street est une voie publique de New York. 

## Situation et accès
Cette voie du quartier de Greenwich Village, à Manhattan, est le prolongement de la 9e rue au croisement de la Sixième Avenue. 

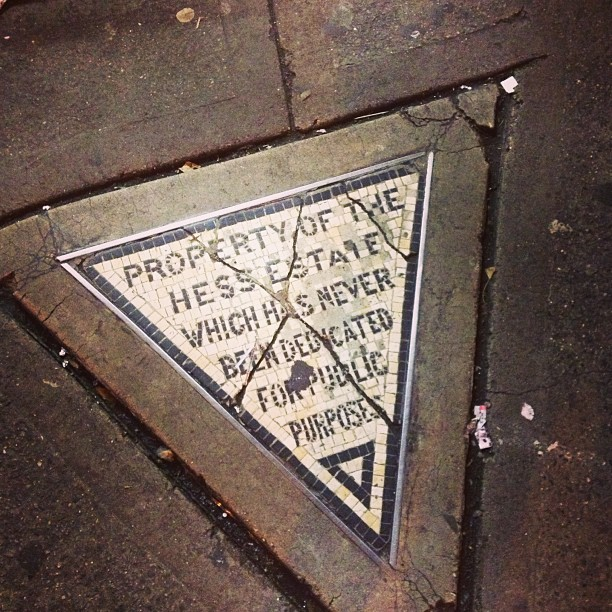
Triangle de Hess : plaque en mosaïque enchâssée à l'angle de la 7e avenue, reste de la propriété de David Hess, exproprié dans les années 1910.

## Origine du nom
« Christopher Street » porte le nom de Charles Christopher Amos, le propriétaire du domaine qui comprenait l'emplacement de la rue. 

## Historique
Christopher Street est historiquement la rue la plus vieille du West Village. Elle passait au sud de la frontière de l'état de l'Amiral Sir Peter Warren[pas clair], qui était aboutée[pas clair] à la vieille Greenwich Road (aujourd'hui Greenwich Avenue) à l'est et au nord étendu au palier suivant[pas clair] sur la rue North River, aujourd'hui Gansevoort Street. La rue a été brièvement appelée Skinner Road d'après le nom du colonel William Skinner, le beau-fils de Sir Peter. La rue a reçu son nom en 1799, quand les terres Warren fut acquises par l'eventuel héritier de Warren, Charles Christopher Amos. Charles Street est restée, mais Amos Street est maintenant la Dixième Rue.
La route passait devant le mur du cimetière de l'église St. Luke (construite entre 1820 et 1822, et reconstruite après un incendie entre 1981 et 1985) toujours présente sur sa gauche, en bas du débarcadaire, dans Weehawken Street (exposée en 1829), la plus courte rue dans le West Village. En partant de l'Hudson et allant vers le nord jusqu'à la Dixième Rue, la Prison de Newgate, la première prison de l'état de New York (ouverte en 1797), occupa le site de 1796 to 1829, jusqu'à ce qu'elle soit déplacée à la prison de Sing Sing et que la ville vende le terrain.
L'Ouest de la rue est sur des terrains comblés plus récents, mais la procession de bateaux qui faisait la première traversée du Canal Erié s'arreta au quai de ferry au pied de Christopher Street, le 4 novembre 1825, où attendait une délégation de la ville; et ont poursuivi ensemble jusqu'à la Baie Inférieure, où le fût d'eau apportée des Grands Lacs a été vidé dans les eaux salées.
En 1961, Jane Jacobs, résidente du quartier et autrice de Déclin et Survie des Grandes Villes Américaines publié cette année, dirigea un groupe qui arrêta le plan du Maire Robert Wagner de démolition de douze bâtiments le long de West Street, au nord de Christopher Street, incluant le côté nord de Christopher Street jusqu'à Hudson Street, ainsi que deux bâtiments au sud, prévu comme « renouveau urbain ».

### Icône LGBT

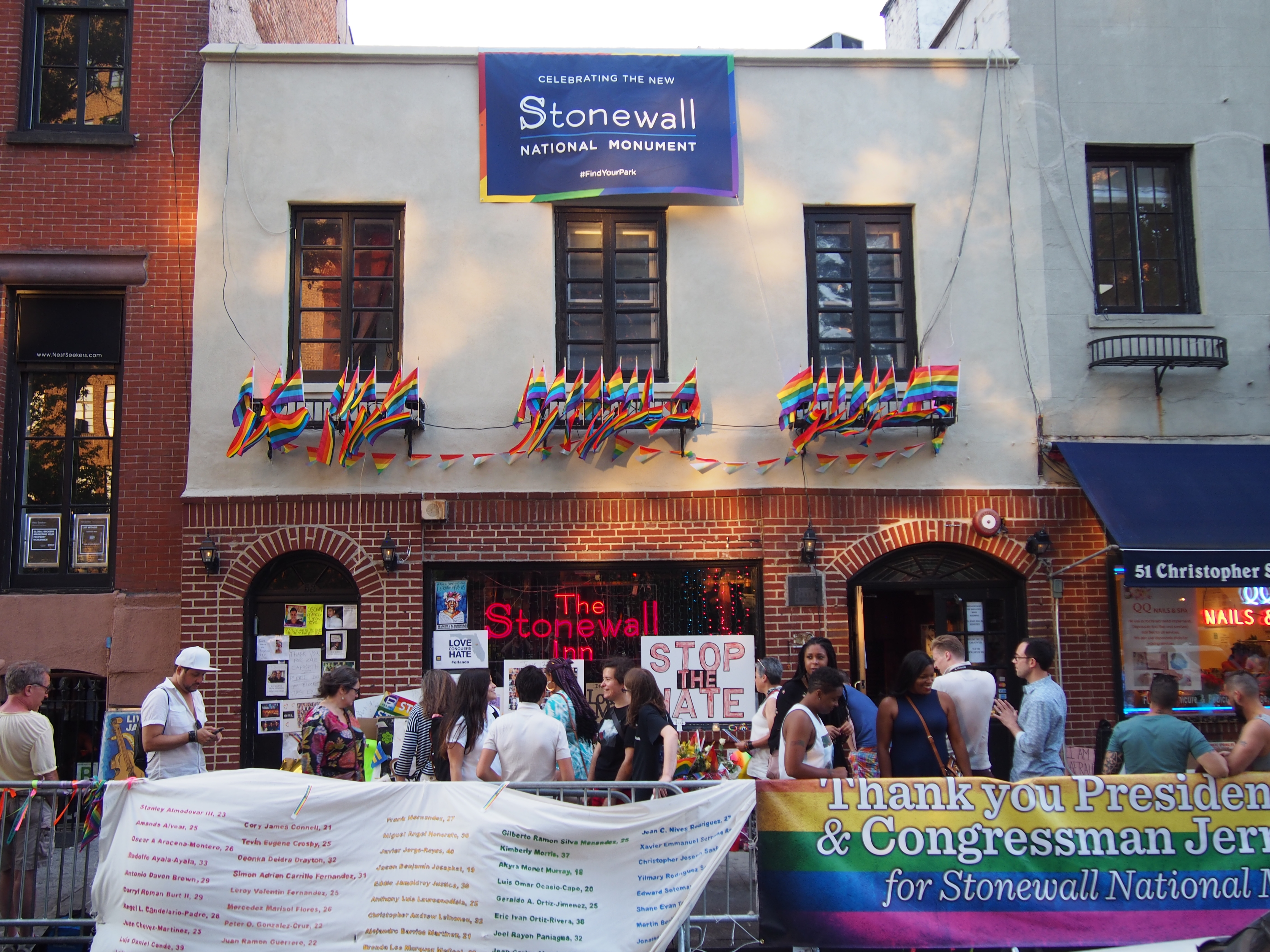
Devanture du Stonewall Inn, bar gay devenue icône LGBT après les émeutes de 1969.

Dans les années 1970, Christopher Street est devenue la rue principale du New York queer. Un grand nombre de personnes queers s'y promenaient à toute heure. Des magasins et bars gay vendaient des vêtements en cuir et des éléments décoratifs et artistiques. Cela changea drastiquement avec la perte de nombreuses personnes LGBTI pendant l'épidémie de sida dans les années 1980.
Dans Christopher Street, se trouvait le Stonewall Inn, le bar dont les patrons ont défendu contre une descente de police, qui fut au départ des émeutes de Stonewall de 1969, connues pour être le point de départ du mouvement de libération des personnes LGBTI. Le Christopher Street Liberation Day Committee s'est formé pour commémorer le premier anniversaire de cet évènement, le début de la tradition internationale de la Marche des fiertés (ou Pride) du mois de juin. Les festivals annuels à Berlin, Cologne, et d'autres villes allemandes sont appelées Christopher Street Days (CSD).
Christopher Street magazine, un magazine gay respecté, a commencé sa publication en juillet 1976 et a cessé en décembre 1995.
L'écrivaine Anaïs Nin a travaillé au bouquiniste Lawrence R. Maxwell Books, au 45, Christopher Street.

### Lieux icôniques
Près de la Sixième Avenue, une coïncidence veut que Christopher Street croise une petite rue nommée Gay Street.
Depuis 1992, Christopher Park, à l'intersection de Christopher Street, Grove Street, et West 4th Street, a accueilli une copie de la sculpture Gay Liberation Monument de George Segal pour commémorer les traditions des droits LGBT de le quartier.
L'Oscar Wilde Bookshop, placé au croisement de Christopher Street et Gay Street, était le plus vieux bouquiniste LGBT du monde, jusqu'à sa fermeture en 2009.

## Bâtiments remarquables et lieux de mémoire
Le Stonewall Inn, bar symbolique des émeutes de Stonewall en 1969 et classé au Registre national des lieux historiques des États-Unis, se trouve dans cette rue, au no 53.
Sur un trottoir, à l'angle de la Septième Avenue figure le triangle de Hess, petite mosaïque de la taille d'une part de pizza ; cette ancienne propriété de la famille Hess est considérée comme la plus petite parcelle de la ville de New York.